# To Your Eternity
To Your Eternity (japanisch 不滅のあなたへ, Fumetsu no Anata e) ist eine Mangaserie von Yoshitoki Ōima, die von 2016 bis 2025 in Japan erschien. Das Werk ist in die Genres Shōnen und Drama einzuordnen.

## Inhalt
Ein unsterbliches, körperloses Wesen wird auf die Erde gesandt. Dort nimmt es die Form der Dinge an, denen es begegnet: Zuerst ein Stein, dann Moos und schließlich ein Wolf, der sich sterbend auf das Moos legt. In Gestalt des Tieres trifft es auf den Jungen, den Freund des Wolfes. Der Junge lebt allein in einem verlassenen Dorf in der Tundra, nachdem die Bewohner sich auf den Weg in ein verheißenes Paradies gemacht haben und er zur Pflege der Alten zurückblieb. Nun macht sich der Junge gemeinsam mit dem Wesen in Gestalt des Wolfs auf den Weg, ihnen zu folgen. Doch stirbt er bald und das Wesen nimmt seine Gestalt an, in der es versucht seine Suche nach anderen Menschen fortzusetzen. Dabei muss es sich, wie zuvor als Wolf, zunächst im völlig neuen Körper zurechtfinden und dessen Bedürfnisse verstehen lernen.

## Veröffentlichung
Der Manga erschien vom 9. November 2016 bis 4. Juni 2025 im Shūkan Shōnen Magazine bei Kodansha in Japan. Der Verlag brachte die Kapitel auch in bisher 24 Sammelbänden heraus (Stand: April 2025). Der 6. Band verkaufte sich über 38.000 mal in den ersten beiden Wochen nach Erscheinen. 2018 wurde die Serie für den Manga Taisho nominiert.
Eine deutsche Fassung erscheint seit April 2018 bei Egmont Manga mit bisher 21 Bänden (Stand Juli 2025). Eine Kurzfassung in Heftform wurde außerdem zum Gratis-Comic-Tag herausgebracht. Auf Englisch wird die Serie von Kodansha Comics beziehungsweise von der Online-Plattform Crunchyroll veröffentlicht und auf Spanisch von Milky Way Ediciones.

## Anime-Fernsehserie
Am 8. Januar 2020 kündigte das Unternehmen Kōdansha eine Anime-Produktion an, die auf NHK Education TV gezeigt werden soll. Die Serie, die 20 Episoden umfasst, wird im Studio Brain’s Base unter der Regie von Masahiko Murata produziert. Ursprünglich war geplant, die Serie zur Herbstsaison im Oktober 2020 zu zeigen, allerdings wurde die Ausstrahlung der ersten Episode im Zuge der COVID-19-Pandemie in Japan auf April des Jahres 2021 verschoben. Seit dem 12. April wird der Anime von NHK Educational TV gezeigt. Crunchyroll veröffentlicht die Serie im Simulcast, unter anderem auch mit deutschen Untertiteln. Seit dem 31. Mai 2021 werden die Folgen auch mit deutscher Synchronisation veröffentlicht.
Nach der Ausstrahlung der 20. und letzten Episode der ersten Staffel wurde die Produktion einer zweiten Staffel angekündigt, die von Herbst 2022 bis Frühjahr 2023 ausgestrahlt wurde. Sie umfasst ebenfalls 20 Episoden. Im Anschluss an die Ausstrahlung der zweiten Staffel im März 2023 wurde die Produktion einer dritten Staffel angekündigt. Diese soll im Oktober 2025 erscheinen und bei Crunchyroll als Simulcast ausgestrahlt werden.

### Synchronisation
Die deutsche Synchronfassung entsteht bei Oxygen Sound Studios in Berlin unter der Regie von René Dawn-Claude nach Dialogbüchern von Dawn-Claude und Charlotte Uhlig.
| Rolle    | japanische Sprecher (Seiyū) | deutsche Sprecher    |
| -------- | --------------------------- | -------------------- |
| Erzähler | Kenjirō Tsuda               | Frank Schaff         |
| Fushi    | Reiji Kawashima             | Linus Drews          |
| March    | Rie Hikisaka                | Charlotte Uhlig      |
| Parona   | Aya Uchida                  | Gabrielle Pietermann |
| Pioran   | Rikako Aikawa               | Denise Gorzelanny    |
| Hayase   | Mitsuki Saiga               | Natascha Geisler     |